# Виана (Мараньян)

Виана на карте штата.

Виана (порт. Viana) — муниципалитет в Бразилии, входит в штат Мараньян. Составная часть мезорегиона Север штата Мараньян. Входит в экономико-статистический микрорегион Байшада-Мараньенси. Население составляет 49 496 человек на 2010 год. Занимает площадь 1168,443 км². Плотность населения — 42,36 чел./км².

## Демография
Согласно сведениям, собранным в ходе переписи 2010 г. Национальным институтом географии и статистики (IBGE), население муниципалитета составляет:
| Полное население                               | Полное население                               | Полное население                               | Полное население                               | 49 496 |
| ---------------------------------------------- | ---------------------------------------------- | ---------------------------------------------- | ---------------------------------------------- | ------ |
| в том числе:                                   | Городское население                            | 26 915                                         | Процент городского населения, %                | 54,38  |
|                                                | Сельское население                             | 22 581                                         | Процент сельского населения, %                 | 45,62  |
|                                                | Мужское население                              | 24 712                                         | Процент мужского населения, %                  | 49,93  |
|                                                | Женское население                              | 24 784                                         | Процент женского населения, %                  | 50,07  |
| Плотность населения, чел/км²                   | Плотность населения, чел/км²                   | Плотность населения, чел/км²                   | Плотность населения, чел/км²                   | 42,36  |
| Население муниципалитета в % к населению штата | Население муниципалитета в % к населению штата | Население муниципалитета в % к населению штата | Население муниципалитета в % к населению штата | 0,75   |

По данным оценки 2016 года, население муниципалитета составляет 51 249 жителей.

## Статистика
- Валовой внутренний продукт на 2003 год составляет 43 836 415,00 реалов (данные: Бразильский институт географии и статистики).
- Валовой внутренний продукт на душу населения на 2003 год составляет 971,34 реал (данные: Бразильский институт географии и статистики).
- Индекс развития человеческого потенциала на 2000 год составляет 0,619 (данные: Программа развития ООН).